# Listă de plante medicinale - S

A - Ă - Â - B - C - D - E - F - G - H - I - Î - J - K - L - M - N - O - P - Q - R - S - Ș - T - Ț - U - V - X - Y - Z
| Plantă     | Denumire latină         | Proprietăți vindecătoare |
| ---------- | ----------------------- | ------------------------ |
| Salcie     | Salix, Salix babylonica |                          |
| Salvie     | Salvia officinalis      |                          |
| Săpunariță | Saponaria officinalis   |                          |
| Scai vânăt | Eryngiumplanum          |                          |
| Schinel    | Cnicus benedictus       |                          |
| Soc        | Sambucus nigra          |                          |
| Stejar     | Quercus sessiliflora    |                          |
| Sulfină    | Melilotus officinalis   |                          |
| Sunătoare  | Hypericum perforatum    |                          |